# Beyond Meat
Beyond Meat (en español: "Más allá de la carne") es una empresa con sede en la ciudad de Los Ángeles (California) que produce alimento sustitutivo de la carne. Sus productos están disponibles en los establecimientos Whole Foods Market desde 2013.
Beyond Meat fue fundada por el CEO Ethan Brown en 2009. La compañía ha recibido financiación de Kleiner Perkins Caufield & Byers, Obvious Corporation, Bill Gates, Biz Stone, y Humane Society.

## Orígenes
El CEO Ethan Brown fundó Beyond Meat, formalmente como Savage River Inc., en 2009 para producir productos basados en plantas que tratan de imitar y reemplazar a la carne tratando de eliminar "algunas de las desventajas" de la industria cárnica en el proceso. La inspiración de Brown para crear esta empresa comenzó en la "tierra del pollo", donde de joven pasaba con su familia los fines de semana en una granja de Maryland, cerca de la frontera de Pensilvania.
Brown contactó primero con dos profesores de la Universidad de Misuri, Fu-hung Hsieh y Harold Huff, quienes estuvieron perfeccionando sus proteínas no cárnicas durante años. Ambos invirtieron cerca de una década en los laboratorios de la universidad, en conseguir la textura del grano de soja y del guisante fuera "lo más próximo posible en su aspecto y textura, a la carne de pollo real". Les tomó aun otros cinco años más para conseguir una receta para el primer producto de Beyonds Meat, "Chicken-Free Strips" (tiras de pollo sin pollo), las cuales fueron lanzadas en algunos establecimientos en 2012.
Brown ha declarado que su objetivo a largo plazo es ofrecer un producto que pueda satisfacer la creciente demanda mundial de carne, especialmente en mercados como el de India y China.

## Historia
Ethan Brown fundó Beyond Meat en 2009 como una potencial solución a los problemas que el vio en la industria cárnica.
El primer producto lanzado fueron las Chicken-Free Strips (tiras libres de pollo) de forma exclusiva para Whole Foods Markets en el norte de California en 2012. Poco después la compañía comenzó a producir en gran cantidad añadiendo a su repertorio de meat-free (libre de carne) también las imitaciones de carne de ternera y de cerdo.
La revista Fast Company colocó a Beyond Meat en la lista de una de las compañías más innovadoras de 2014, y PETA nombró a Beyond Meat como la compañía del año en 2013.

### Expansión de Beyond Meat
La compañía comenzó comercializando sus productos chicken-free a nivel nacional en Whole Foods Stores en abril de 2013.
La empresa Tropical Smoothie Café con sede en Atlanta comenzó a introducir los productos de Beyond Meat como un sustituto vegano de algunos ingredientes que contenían pollo en el menú.
En 2019 en la ciudad de Chillán el restaurante de comida rápida Randy's Burger incorporó a su menú, como opción vegana, la versión de sustituto de carne.

### Consolidación, Bill Gates y otros inversores
Obvious Corporation, que fue fundada por los cofundadores de Twitter Evan Williams, Biz Stone, y Jason Goldman, comenzaron a respaldar económicamente a Beyond Meat en junio de 2013.
Bill Gates también decidió invertir en la compañía en 2013 después de que él mismo probara el producto y dijera "no puedo notar la diferencia entre Beyond Meat y la carne de pollo real".
Ese mismo año, Kleiner Perkins,y la firma de capital riesgo de Silicon Valley, hicieron de Beyond Meat su primera inversión en un startup de la industria alimentaria. La firma también ha recibido el apoyo de la Humane Society.  En 2016 Tyson Foods compró el 5 % de las acciones de la empresa.

## Sobre el fundador Ethan Brown
El fundador de la compañía, Ethan Brown, pasaba en su infancia los fines de semana en la granja de su padre en el oeste de Maryland, una experiencia que le hizo preocuparse del bienestar de los animales a los que cuidaba. Cuando él se convirtió en vegano, se sintió frustrado por la poca oferta de comida no cárnica, lo que le inspiró a profundizar más en sus conocimientos sobre la industria alimentaria, lo que llevó a la fundación de su propia empresa. Tras sacarse un máster de políticas públicas y una maestría en administración de negocios por la Universidad de Columbia, comenzó a trabajar en Ballard Power Systems (BLDP), una compañía de pilas de combustible. Mientras que estudiaba sobre las energía renovables, Brown halló el problema de la ganadería y su relación con el agotamiento de los recursos y el cambio climático, y como resultado, decidió dejar las energías renovables para centrarse en la alimentación.
En 2013 un artículo  Fortune destacó el apoyo de Brown por grupos animalistas como Farm Sanctuary.

## Productos

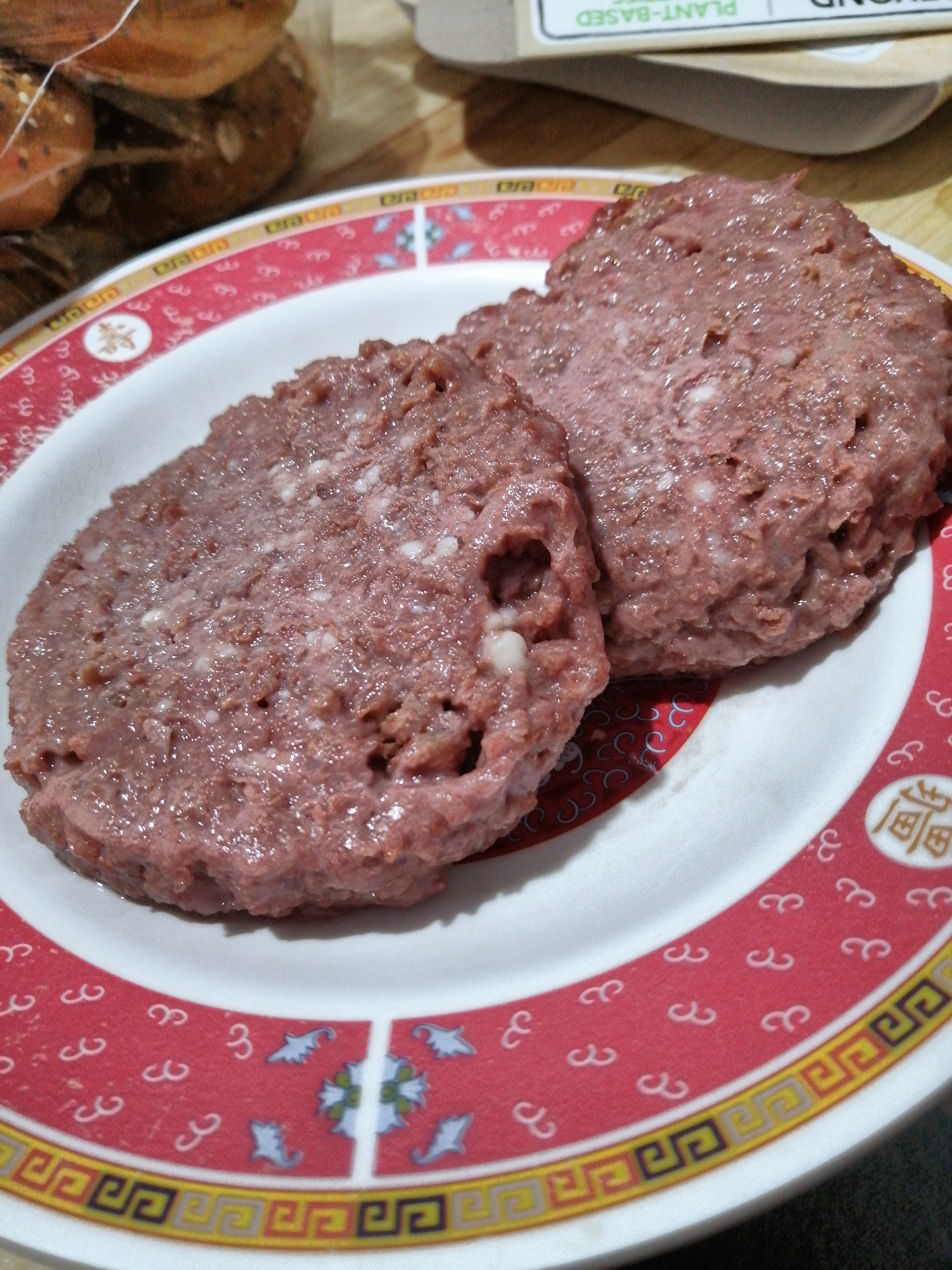
Beyond burger cruda

Beyond Meat desarrolla y produce una serie de productos basados en proteínas. El sucedáneo de la carne está hecho de mezcla de proteína de soja, proteína de guisante, levadura y otros ingredientes. A partir de 2014, los productos de la compañía consistían en Beyond Chicken y Beyond Beef. Una hamburguesa vegana y piezas circulares para hamburguesa libre de soja llamada The Beast (la bestia) fue lanzada en 2015. Los productos de Beyond Meat están disponibles también en paquetes o en pequeñas porciones de comida precocinada.

### Beyond Chicken
Los productos Chicken-Free, que imitan la carne de pollo, son comercializados bajo el nombre Beyond Chicken (más allá del pollo), están hechos de una mezcla de proteínas de soja, guisantes, fibra y otros ingredientes y se ofertan como una alternativa sana a la carne de pollo. Los ingredientes se mezclan y se introducen en una extrusora de alimentos que cuece la mezcla mientras la pasa a través de un mecanismo especialmente diseñado que utiliza vapor, presión, y agua fría para tratar de crear una textura similar a la carne de pollo. Tras ser procesada en la máquina de extrusión, el producto es cortado a medida, sazonado, y hecho al grill antes de ser empaquetado. Cada lote de sucedáneo de la carne de pollo tarda unos 90 minutos en producirse.
También está disponible como tiras de sucedáneo de pollo ligeramente sazonadas, tiras al grill y como tiras al estilo del suroeste.

### Beyond Beef
La compañía posee dos sabores en la serie de productos Beyond Beef (más allá de la ternera), estas son Beefy y Feisty y ambas están hechas de proteínas de guisante, aceite de canola y varios condimentos. La mezcla de proteína de soja y proteína de guisante libre de gluten se asemeja a una especie de mezcla pastosa antes de ser calentada y procesada por una máquina de extrusión.
El pastel beefy posee la misma cantidad de proteínas que una la carne de ternera real, unas 55 por kilogramo.

### The Beast

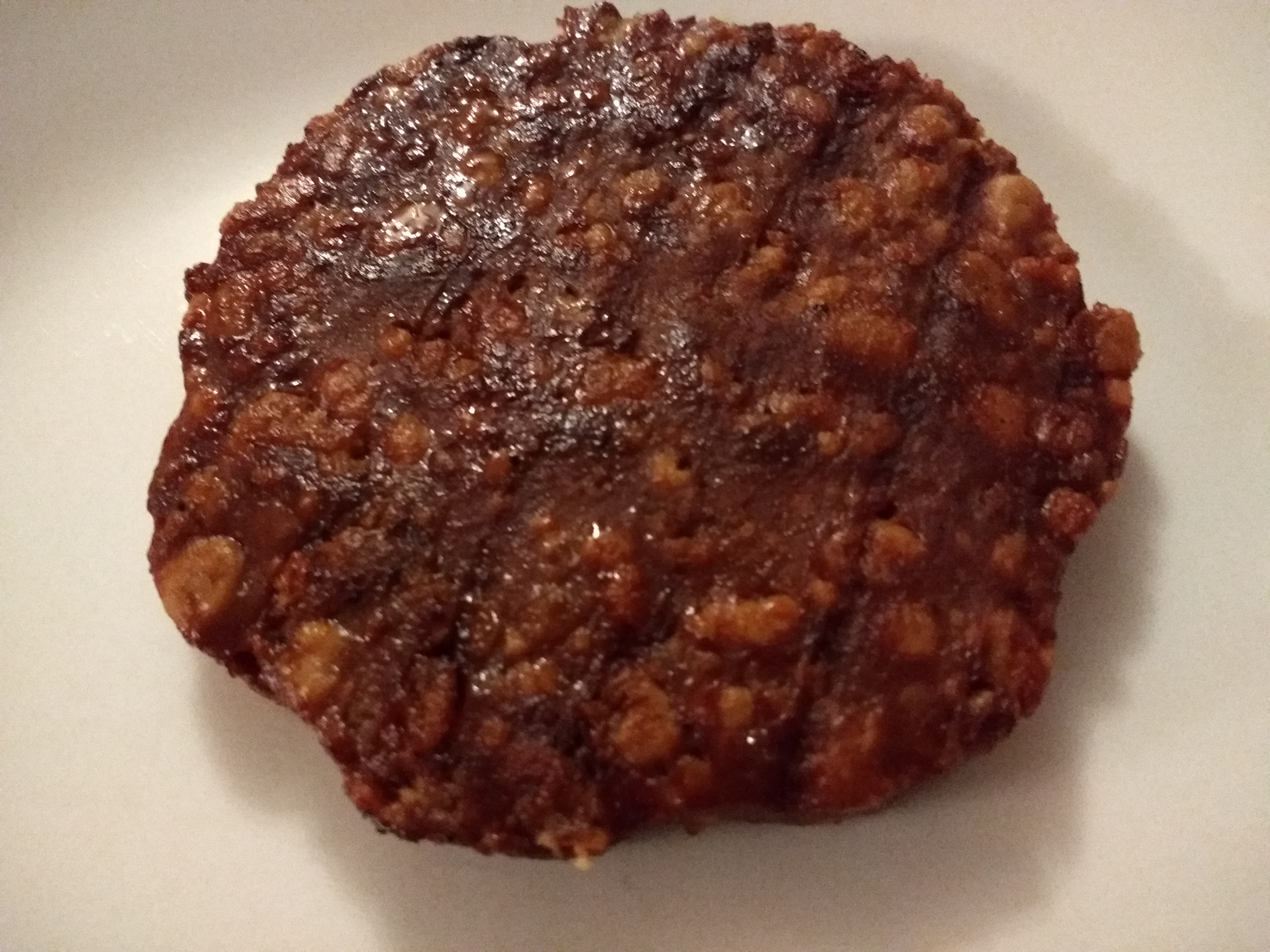
Una hamburguesa Beast.

Beyond Meat anunció en 2014 que estaba desarrollando y testando un nuevo producto llamado The Beast (la bestia). Las hamburguesas basadas en proteínas vegetales fueron degustadas por el equipo de béisbol de Nueva York, New York Mets durante un evento antes de un partido.
La hamburguesa beast fue oficialmente lanzada en febrero de 2015 en los Whole Foods markets.
Se compone de proteína de guisante, agua, aceite de girasol. Una extrusora de doble tornillo mezcla, cocina y presuriza los ingredientes. Tras su paso por la extrusora, el producto es cortado en piezas circulares y empaquetada para la venta al por menor.
Las hamburguesas son veganas, libre de soja y contienen 23 gramos de proteínas, además de antioxidantes, hierro, calcio, vitaminas b6, b12 y D, Potasio, Omega 3 DHA y Omega 3 ALA todos los cuales pueden ayudar a la recuperación muscular.

### The Beyond Burger
En mayo de 2016, Beyond Meat lanzó su primera hamburguesa vegetal para ser vendida junto a la de ternera, de pollo y de cerdo en la sección de carne en las tiendas de comestibles Cuando hizo su debut en el supermercado de Whole Foods de la calle Pearl en Boulder (Colorado), todas las existencias de la Beyond Burger se acabaron a la hora de ponerlas a la venta.
La Beyond Burger contiene 20 gramos de proteínas, no contiene soja, ni gluten ni transgénicos, cero colesterol y la mitad de la grasa saturada de una hamburguesa de ternera tradicional.

## Producción
La fábrica se encuentra en Columbia (Misuri) La instalación es capaz de producir aproximadamente tres millones de kilogramos de sucedáneo de pollo al año.

## Acogida
Los productos de Beyond Meat han recibido muy buenas críticas. Mark Bittman, un periodista especializado en alimentación, que escribió en el New York Times "no sabrás decir qué diferencia hay entre Beyond Meat y la carne de pollo. Yo al menos no, y este es el tipo de cosas con las que yo me gano la vida". El propio Bill Gates dijo algo similar en su blog: "No podría apreciar la diferencia entre Beyond Meat y la carne de pollo real". En 2013 el famoso chef Alton Brown escribió sobre Beyond Chicken lo siguiente: "es lo más parecido a la carne que he comido en la vida y que no es carne".